# Haim Bouzaglo
Pour les articles homonymes, voir Buzaglo.
Haim Buzaglo (en hébreu : חיים בוזגלו), né le 16 juin 1952 à Jérusalem, est un réalisateur et scénariste israélien.

## Filmographie partielle

### En tant que réalisateur

#### Au cinéma
- 1988 : Nisuim Fiktiveem
- 1990 : Onat Haduvdevanim
- 1994 : Tzaleket
- 2003 : Pgisha Iveret
- 2005 : Janem Janem
- 2005 : Distortion
- 2010 : Kavod (Honor)
- 2010 : Srak Srak
- 2011 : Session

#### À la télévision
- 1997 : Merhav Yarkon (série télévisée)
- 1999 : Zinzana (série télévisée)
- 2004 : Shalva (série télévisée)
- 2005 : Katav Plili (série télévisée)
- 2009 : Revivre (série télévisée)